# Pivoxazepam
Pivoxazepam là một loại thuốc là một dẫn xuất của benzodiazepine. Nó là este pivalate (2,2-dimethylpropanoate) của oxazepam. Nó có tác dụng an thần và giải lo âu giống như các loại thuốc benzodiazepin khác. So với thuốc mẹ, oxazepam, pivoxazepam được hấp thu nhanh hơn và an thần hơn một chút.